# كارلوس سوبليت
كارلوس سوبليت (بالإسبانية: Carlos Soublette) (و. 1789 – 1870 م) هو سياسي، ودبلوماسي من فنزويلا. تولى منصب رئيس فنزويلا (11 مارس 1837–1 فبراير 1839).
توفي في كراكاس.
| المناصب السياسية         | المناصب السياسية         | المناصب السياسية        |
| ------------------------ | ------------------------ | ----------------------- |
| سبقه خوسيه ماريا كارينيو | رئيس فنزويلا 1837 - 1839 | تبعه خوسيه أنتونيو بايز |